# Rokeya Sakhawat Hossainová
Rokeya Sakhawat Hossainová (9. prosince 1880 – 9. prosince 1932, Kalkata) byla bengálská feministka, spisovatelka a aktivistka. Narodila se na území dnešního Bangladéše do muslimské rodiny, závěr života strávila v dnešní Indii. Je všeobecně považována za průkopnici osvobození žen v Bangladéši a Indii. Poukázala na to, že nedostatek vzdělání žen je zodpovědný za jejich podřadné ekonomické postavení. Založila proto v Kalkatě první školu zaměřenou především na dívky. Navzdory nepřátelství ji až do konce života vedla. Bangladéš slaví Den Rokeyi každý rok 9. prosince, aby si připomněl její dílo a odkaz. Vláda předává tento den též státní vyznamenání nesoucí její jméno, a to úspěšným ženám. V roce 2004 se umístila na 6. místě v anketě BBC o největšího Bengálce všech dob. Jako spisovatelka na sebe upozornila feministickou sci-fi Sultánův sen (1905), která se odehrává v Ladylandu, kde vládnou ženy.